# Балыкчы
Балыкчы (кирг. Балыкчы — «рыбак») — город в Иссык-Кульской области Кыргызстана. Название города — дословный перевод прежнего русского названия Рыбачье.
В 1988—1992 годах город был областным центром Иссык-Кульской области (включавшей нынешнюю Иссык-Кульскую и Нарынскую области) и носил название Иссык-Куль, а с 1992 года носит настоящее название.

## География
Расположен на северном берегу западной оконечности озера Иссык-Куль, в 175 км юго-восточнее Бишкека. Город Балыкчы — важный транспортный узел. Из города автомобильные трассы ведут в Бишкек, в областной центр Каракол (по северному и южному берегам озера), в город Нарын и далее до пограничного пункта киргизско-китайской границы «Торугарт». Строится автодорога «Балыкчы — Джалал-Абад», железнодорожная станция «Рыбачье» — конечный пункт железной дороги Бишкек — Балыкчы. В городе расположен базовый порт Иссык-Кульского пароходства. В 40 км от города имеется международный аэропорт «Иссык-Куль» в селе Тамчы.

## Население
По данным переписи населения Кыргызстана 2009 года численность населения города составила 42 875 жителей, в том числе:
- киргизы — 38 601 человек или 90,0 %
- русские — 3 749 человек или 9,3 %
- казахи — 262 человека или 0,6 %
- узбеки — 203 человека или 0,5 %
- уйгуры — 193 человека или 0,5 %
- татары — 186 человек или 0,4 %
- другие — 281 человек или 0,7 %

| Год  | Население |
| ---- | --------- |
| 2021 | 51 305    |
| 2009 | 42 380    |
| 1999 | 41 342    |
| 1989 | 42 674    |
| 1979 | 33 319    |
| 1970 | 28 164    |
| 1959 | 17 872    |
| 1939 | 5 426     |

## Климат
Район города Балыкчы расположен в зоне умеренно континентального климата Иссык-Кульской котловины.
Среднегодовые осадки — около 120 мм, испарение — около 1050 мм.
Вода летом прогревается до 22 — 25 С. Зимой озеро не замерзает, но Балыкчы является воротами к жемчужине Кыргызстана — озеру Иссык-Куль.

## История
Балыкчы в древности являлся одним из перевалочных пунктов на Великом шёлковом пути.
Населённый пункт был основан как пост между городами Бишкек и Каракол. В 1871 году там было только две землянки для путешественников и юрта инспектора.
В середине 1880-х годов отставной солдат Михаил Бачин построил здесь хутор, начал рыбный промысел и организовал рыболовную артель. Помимо службы на путевом посту и рыболовства, жители занимались также транспортировкой древесины. К 1907 г. в селении жило уже 100 семей рыбаков, и оно стало именоваться Бачино, а в 1909 году было переименовано в Рыбачье — в составе Пржевальского уезда Семиреченской области Туркестанского генерал-губернаторства.
Статус города посёлок получил в 1954 году и далее, в советское время, развивался как крупный транспортно-промышленный узел (переработка шерсти и сельхозпродукции, судоходный, железнодорожный терминалы и транспортная развязка), но потерял большую часть своей экономической базы после распада Советского Союза, вследствие закрытия практически всех своих промышленных объектов.
Особенности транспортного положения города определяют своеобразие его экономики.
В 2023 году в состав города вошёл Кёк-Мойнокский аильный округ Тонского района

## Памятники
- Памятник П. П. Семёнову-Тян-Шанскому
- Памятник манасчи Каралаеву Саякбаю
- Памятник погибшим солдатам в Великой Отечественной войне
- Памятник погибшим солдатам, выполнявших интернациональный долг в Афганистане
- Памятник ликвидаторам аварии на Чернобыльской АЭС
- Памятник В. И. Ленину

## Известные уроженцы и жители
- Аджиев, Руслан Дадаевич — советский и кыргызский футболист, нападающий и полузащитник.
- Айтбекова, Назира Темирбековна — кыргызская киноактриса, телеведущая. Автор самого рейтингового в 2012 году в Кыргызстане реалити-шоу «Тайны Вселенной» («Аалам Сырлары»).
- Бондаренко, Игорь Михайлович — советский и российский писатель.
- Данияров, Элдияр — кыргызский артист балета. Лауреат Международного конкурса современного и народного танцев.
- Джумакадыров, Темир Курмангазиевич — кыргызский государственный деятель, вице-премьер-министр Кыргызстана.
- Жапаров, Акылбек Усенбекович — кыргызский государственный и политический деятель. Депутат Жогорку Кенеша Киргизской Республики II, V, VI созывов. Государственный советник государственной службы II класса. Заслуженный экономист Кыргызской Республики, доктор экономических наук. Председатель Кабинета министров Кыргызской Республики с 13 октября 2021 года.
- Касмамбетов, Сапарбек — известный кыргызский манасчи, исследователь эпоса, поэт и прозаик, тюрколог, сказитель кыргызского эпоса о богатыре Манасе и других богатырских эпосов.
- Касымалиева, Шайыргуль Зарлыковна — кыргызская актриса театра и кино. Заслуженная артистка Кыргызстана (2002).
- Савитахунов, Алымбек Савитахунович — советский хозяйственный, государственный и политический деятель.
- Тюлеев, Нариман Ташболотович — кыргызский политический деятель.
- Тюменов, Намазалы — бригадир плотников Балыкчинского строительно-монтажного управления треста «Чуйпромстрой» Министерства строительства Киргизской ССР. Герой Социалистического Труда (1971).
- Умуралиев, Асанбек — кыргызский и советский актёр театра и кино, театральный деятель Кыргызстана. Народный артист Киргизской ССР (1977).